# Арабское движение за обновление (ТААЛ)
Тааль (ТААЛ, Арабское движение за обновление, ивр. תנועה ערבית להתחדשות‎, араб. الحركة العربية للتغيير‎) — политическая партия израильских арабов, основанная Ахмедом Тиби перед выборами в кнессет 14-го созыва.
Партия (под названием «ха-ихуд ха-арави» ивр. האיחוד הערבי‎) не прошла в кнессет 14-го созыва (перед выборами отменила своё участие; тем не менее набрала 2087 голосов).
На выборах в кнессет 15-го созыва, объединившись с Балад, партия набрала 2 мандата, и вскоре распалась на две фракции.
На выборах в кнессет 16-го созыва Тааль вместе с Хадаш (список Хадаш-Тааль) снова прошла в Кнессет.
На выборах в кнессет 17-го созыва, кнессет 18-го созыва и кнессет 19-го созыва Тааль в едином списке с РААМ (РААМ-Тааль) прошла в Кнессет.
На выборах в кнессет 20-го созыва Тааль выступает как часть общего арабского списка.
Во всех случаях единственным представителем партии (фракции) был Ахмед Тиби.

## Идеология
ТААЛЬ выступает за Израильско-палестинский мирный процесс и создание палестинского государства в границах июня 1967 года;
улучшения статуса арабских граждан с помощью позитивной дискриминации; признание непризнаных арабских деревень и решение проблем арабов Негева и смешанных городов; повышение статуса арабских женщин во всех сферах.